# جزيرة سالتهولم

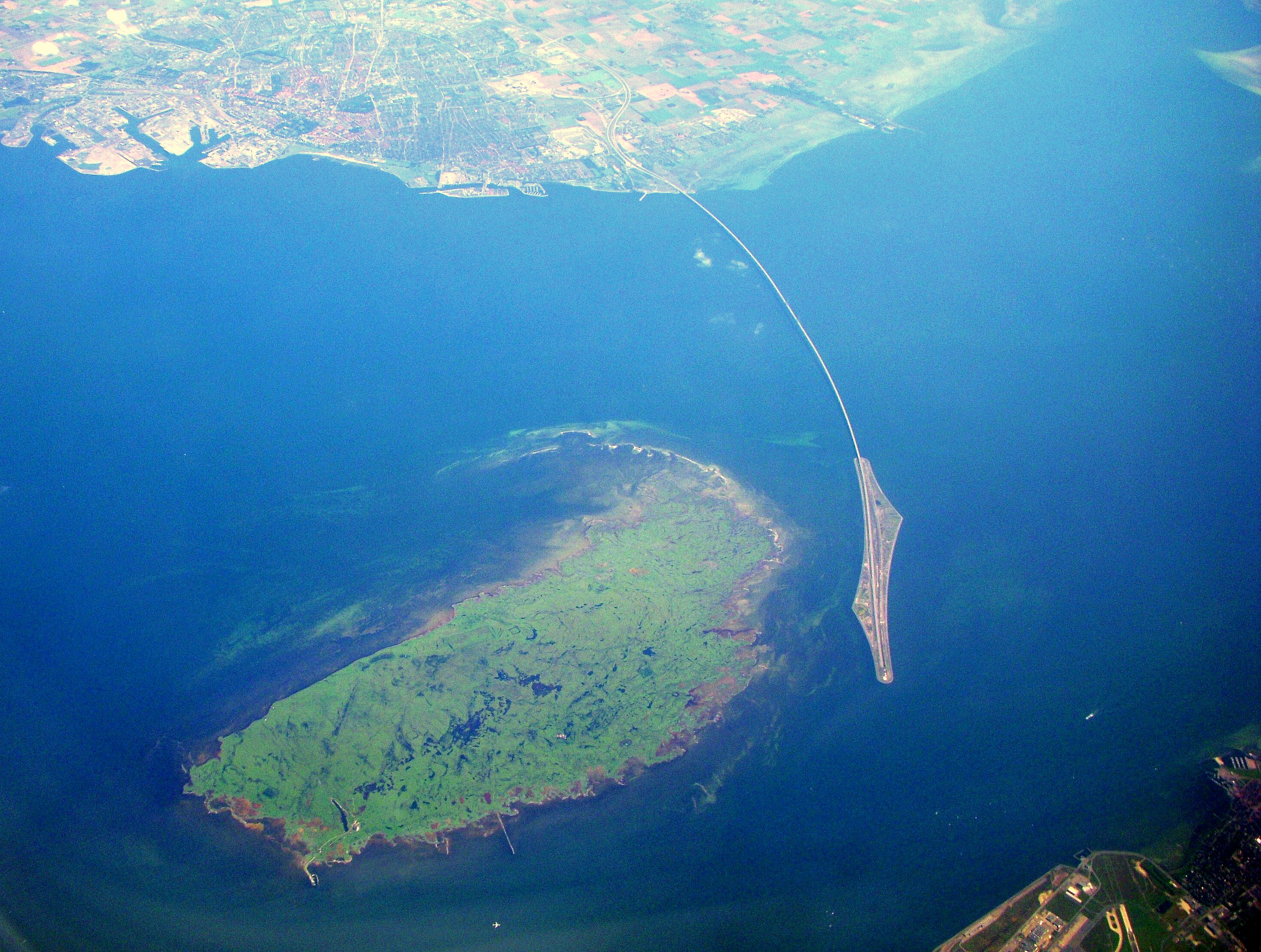
جزيرة سالتهولم (منتصف الصورة) و و جسر أوريسند (يمين الصورة) ، في الجزء العلوي من الصورة مدينة مالمو السويدية. تم التقاط الصورة شهر يوليو عام 2011.

جزيرة سالتهولم (بالدنماركية: Saltholm) جزيرة دنماركية تقع على بعد 5 كيلو من جزيرة أماجير(بالدنماركية:Amager) و حوالي 12 كيلو متر من ساحة مبنى البلدية في العاصمة الدنماركية Köpenhamn.
يمر جسر أوريسند من على الجزء الجنوبي الغربي للجزيرة على امتداد كيلو متر واحد . تبلغ مساحة الجزيرة 21 كيلو متر مربع لتكون الجزيرة ذات الترتيب الواحد و العشرين من حيث المساحة ما بين الجزر الدنماركية.  
الجزيرة في ذاتها هي جزيرة مسطحة و أعلى نقطة فيها تدعى هاريهوي ( بالدنماركية: Harehøj) و هي على ارتفاع ثلاثة أمتار من سطح البحر. 
لا يوجد تقريباً أي أشجار على الجزيرة و في بعض الأحيان تغرق أجزاء كبيرة من المروج عند حدوث بعض العواصف. لذلك تم استخدام الجزيرة بشكل تقليدي كمرعى و في فصل الصيف ترعى في الجزيرة ما يقارب 1000 بقرة.
تمتلك الجزيرة حياة حيوانية و نباتية غنية الأمر الذي أدى لتوقيف العديد من المشاريع لبناء الجزيرة لمرات عديدة. و يعد مشروع الذي تم اقتراحه عام 1983 لبناء مطار جديد على الجزيرة من أهم المشاريع التي تم اقتراحها لبناء الجزيرة . في صيف كل عام يولد ما يقارب 180000 فرخ طيور على الجزيرة التي بدورها تكون مكان إقامة صيفي لسبعين ألف من تلك الطيور.
مباشرة جنوب جزيرة سالتهولم تقع الجزيرة الاصطناعية بيبرهولم.

## التاريخ
يعود تاريخ جزيرة إلى عام 1230 ميلادي حيث تم ذكر اسم الجزيرة فيكتاب الملك فالدامير للأراضي و العقارات (بالدنماركية: Kung Valdermars Jordebok) ، و قد وهب الملك فالدامير الجزيرة إلى الأسقف نيلس من مدينة روسكيلدا الدنماركية (بالدنماركية:Roskilde). 
في عام 1658  ميلادي نشأت إتفاقية سلام روسكيلدا بين السويد، الدنمارك والنرويج و قد دخلت الجزيرة ضمن الإتفاقية حيث طبقت الدنمارك شروطها لدخول السويد، مع أن السويد بدورها و بعد فترة قصيرة توقفت عن تنفيذ شروطها على الجزيرة من أجل دخول الدنمارك. 
في بداية القرن السابع عشر استخدمت الجزيرة كمركز حجر صحي من أجل منع مرض الطاعون الانتشار إلى العاصمة الدنماركيةكوبنهاغن.
كل من أراد زيارة العاصمة الدنماركية كان مجبراً على قضاء 40 يوم على الجزيرة قبل السماح لهم بدخول العاصمة. خلالالحرب العالمية الأولى استخدمت الجزيرة كجزء من دفاعات العاصمة كوبنهاغن  و انتشر الجنود على خطوط الأمام في الجزيرة. ما بين عام 1919 و عام 1936 وجد مدرسة واحدة على الجزيرة، لكن عدد السكان انخفض و في عام 2005 وجد فقط أربعة أشخاص مقيمون في الجزيرة. 

## معرض صور

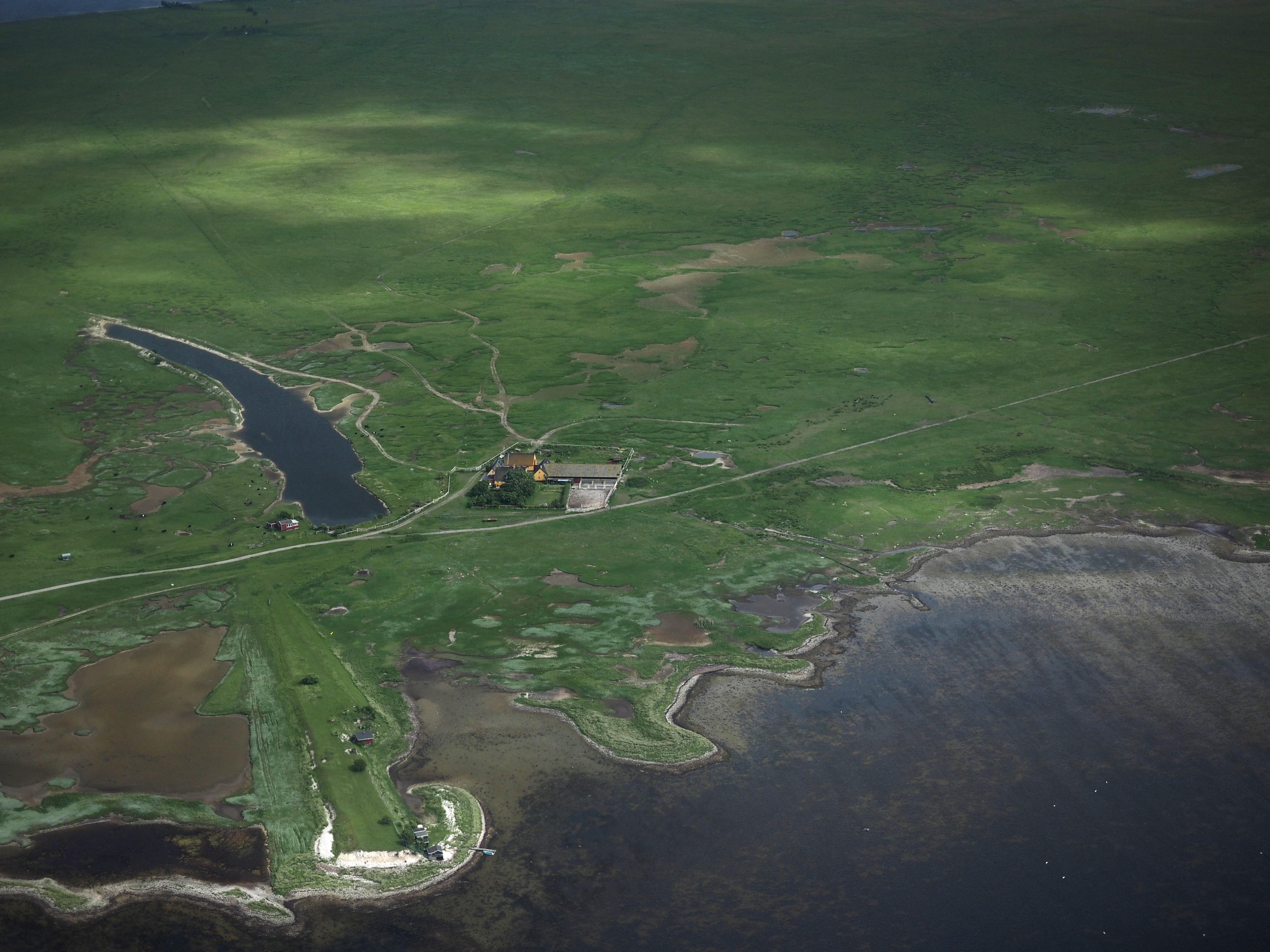
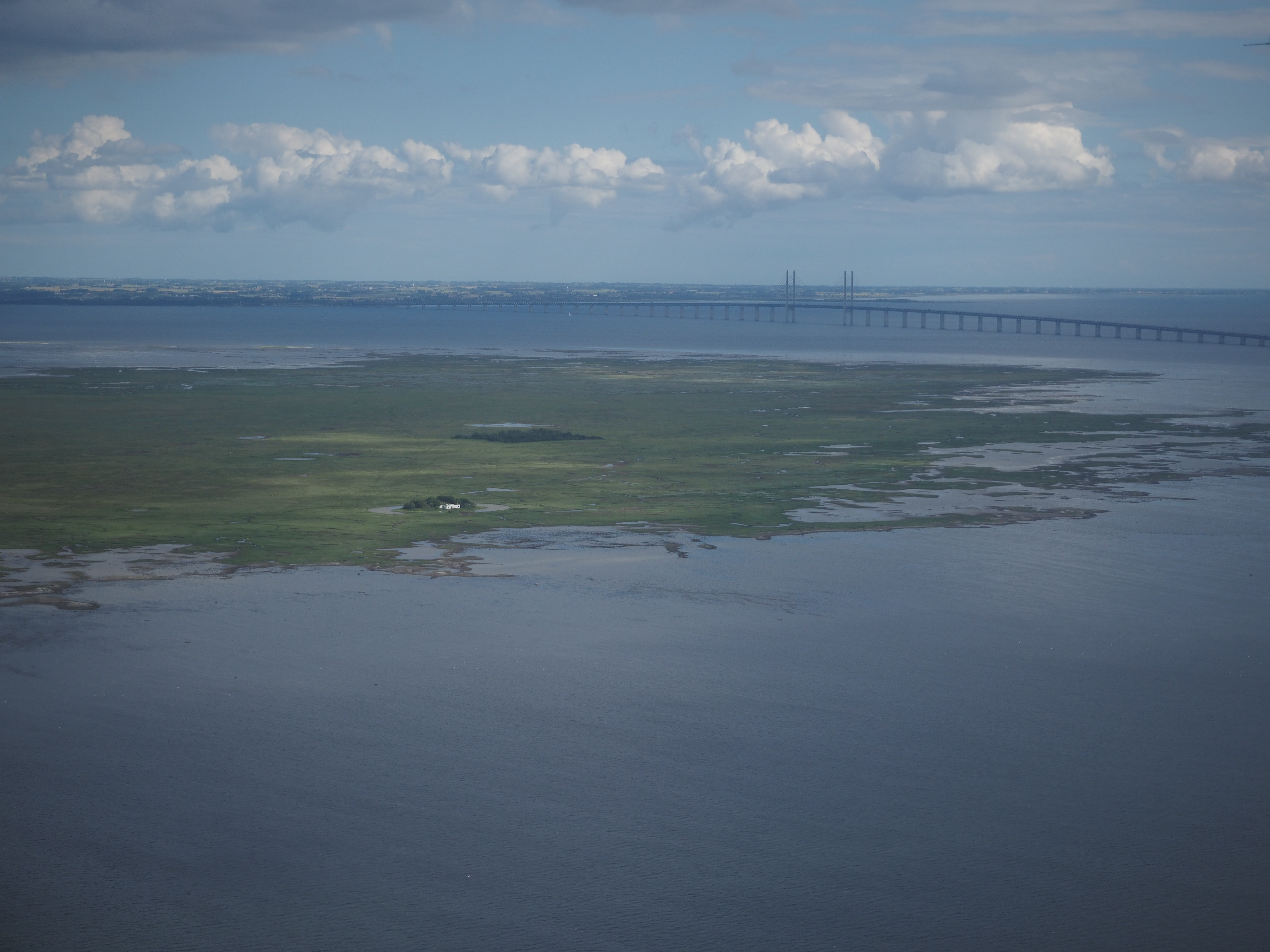
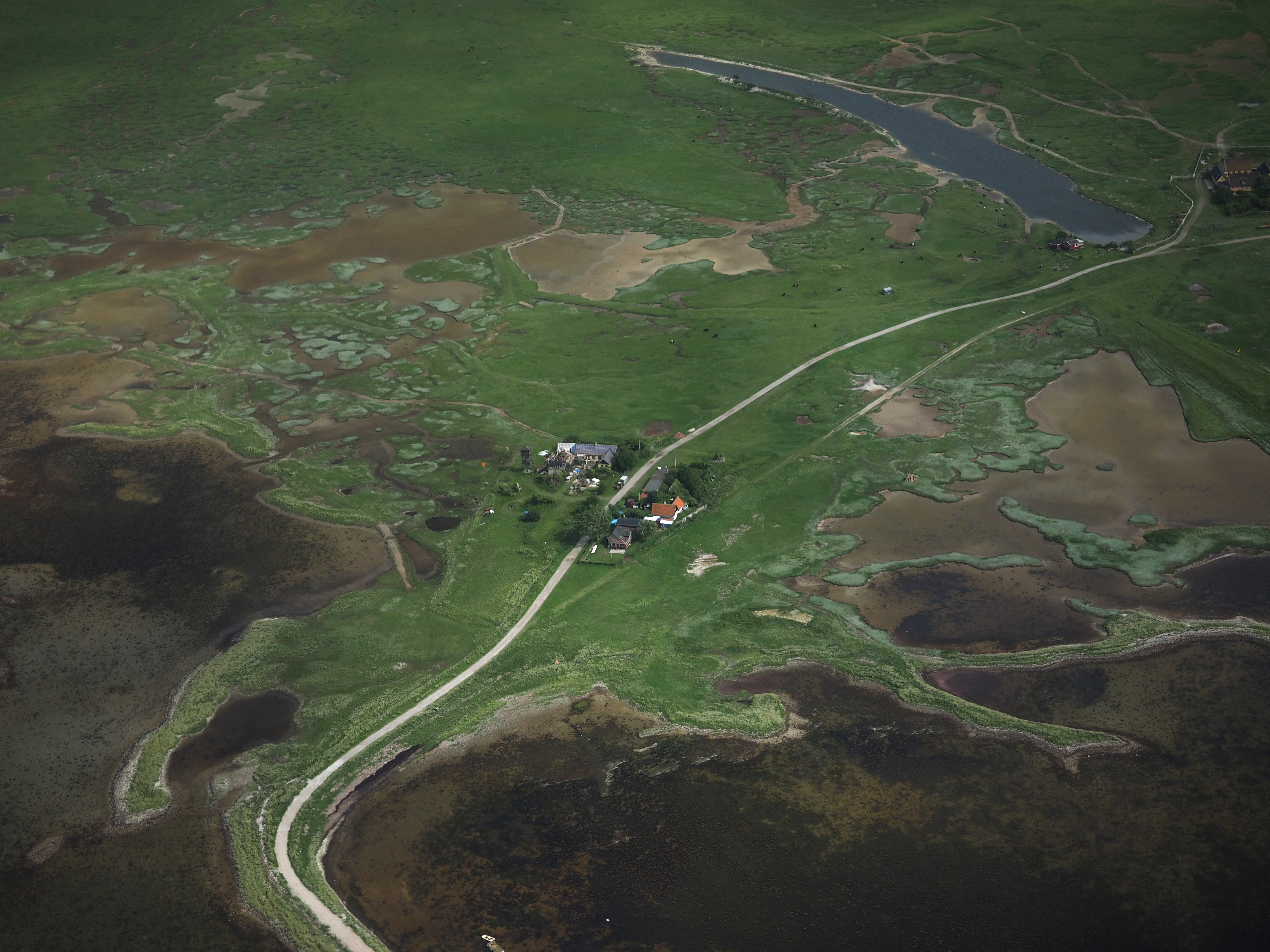